# Братья-соперники (фильм, 2000)
«Братья-соперники» (оригинальное название: Chal Mere Bhai, хинди चल मेरे भाई, cal mere bhāī, перевод: Пойдём, мой брат) — романтическая комедия, снятая в Болливуде и вышедшая в прокат в Индии в 2000 году.

## Сюжет
Викки Оберой (Санджай Датт) влюблён в прекрасную девушку (Сонали Бендре) и собирается на ней жениться. Когда его невеста погибает в автокатастрофе, Викки не может прийти в себя от горя и с головой погружается в работу, взяв на себя управление семейным бизнесом. Подыскивая себе новую секретаршу, он знакомится с претенденткой на это место Сапной (Каришма Капур). Поскольку девушка не имеет опыта работы, Викки отказывает ей. Сапна покидает офис в слезах и сталкивается с Балраджем Обероем (Далип Тахил), отцом Викки. Балрадж проникается сочувствием к Сапне и принимает её на работу. Викки не смеет перечить отцу и соглашается. На следующий день по дороге на работу Сапна знакомится с Премом (Салман Хан), младшим братом Викки. Через некоторое время молодые люди влюбляются друг в друга, но скрывают от всех свои отношения. Однажды после нападения преступников Викки оказывается в больнице, и Сапна в свободное время берёт на себя заботу о своём боссе. Семья Обероев находит Сапну очень подходящей женой для Викки, и он тоже не против жениться на своей секретарше. Узнав об этом, Прем решает отказаться от своей возлюбленной ради счастья брата.